# قرنيات الورق
قرنيات الورق (الاسم العلمي: Ceratophyllaceae)، فصيلة نباتات مُزهرة عالمية الانتشار وتضم جنس حي واحد فقط، توجد عادًة في البرك والمستنقعات والجداول الهادئة في المناطق الاستوائية والمعتدلة. إنها الفصيلة الوحيدة الباقية في رتبة قرنيات الأوراق (Ceratophyllales). يُطلق على الأنواع عادةً اسم ذيول الراكون أو النباتات زهقرنية، على الرغم من استخدام اسم نباتات زهقرنية أيضًا في النباتات غير المرتبطة بقسم نباتات زهقرنية.
قرنيات الورق تنمو وتعيش مغمورة تمامًا في الماء، وعادةً، وإن لم يكن دائمًا، تطفو على السطح، ولا تتحمل الجفاف.